# Croácia v. Sérvia
Croácia v. Sérvia foi um processo iniciado no Tribunal Internacional de Justiça.
A República da Croácia apresentou um processo contra a República Federal da Iugoslávia em 2 de julho de 1999, citando o Artigo IX da Convenção para a Prevenção e a Repressão do Crime de Genocídio. O requerimento foi interposto para a Croácia pelo advogado norte-americano David Rivkin. Com a transformação da República Federal da Iugoslávia em Sérvia e Montenegro e a dissolução daquele país em 2006, a Sérvia é considerada a sua sucessora legal.
A República da Sérvia, por sua vez, entrou com uma contra-queixa acusando a Croácia de genocídio, em 4 de janeiro de 2010.
Ambos os requerimentos tinham aspecto financeiro, visando indenização por danos. Os argumentos de abertura começaram em 3 de março de 2014 e duraram até 1 de abril de 2014. Em 3 de fevereiro de 2015, o Tribunal Internacional de Justiça decidiu que nem a Sérvia nem a Croácia apresentaram provas suficientes de que qualquer um dos lados cometeu genocídio, rejeitando assim ambos os casos.

## Fatos
A Croácia esperou até à conclusão do caso do genocídio bósnio antes de prosseguir com o seu próprio processo. Sakib Softić, que trabalhou no caso bósnio, afirmou que a Croácia estava numa posição muito melhor do que a do seu país no seu próprio processo judicial.

### Objeções preliminares
A República Federal da Iugoslávia devolveu suas objeções preliminares em 1 de setembro de 2002. Em 18 de Novembro de 2008, o tribunal decidiu sobre as objeções preliminares ao processo apresentado pela Sérvia. O tribunal decidiu contra as três objeções da Sérvia, embora tenha concluído que uma destas objecções não era puramente preliminar. Finalmente, o tribunal decidiu que tinha jurisdição sobre o caso. A Croácia foi representada no processo pelo seu ministro da Justiça, Ivan Šimonović. A decisão ganhou as manchetes na Croácia e na Sérvia, especialmente porque ocorreu no aniversário da queda de Vukovar em 1991 pelas forças sérvias. A Croácia comunicou que, desde 1995, foram descobertas pelo menos 120 valas comuns, principalmente na Eslavônia Oriental, na Dalmácia e em Knin.
As autoridades sérvias solicitaram que a Croácia desistisse do processo em várias ocasiões. O então presidente da Sérvia, Boris Tadić, disse que "a Sérvia considerou nos anos anteriores, e ainda acredita, que é sempre melhor que todos os conflitos resultantes das guerras durante a década de 1990 sejam resolvidos em processos extrajudiciais, através de meios pacíficos, no entanto, para tal abordagem da Sérvia, são necessários parceiros do outro lado" e o Ministro das Relações Exteriores Vuk Jeremić disse que "Penso que seria melhor para a Croácia que nunca chegasse a este processo. O nosso principal objetivo e desejo não é processar-nos uns aos outros, mas cooperar no caminho da integração na UE, construir boas relações de vizinhança, resolver problemas que herdámos." Em novembro de 2013, o primeiro-ministro da Sérvia, Ivica Dačić, reiterou o desejo de retirada mútua dos processos judiciais entre os dois países.

### Sérvia versus Croácia
Após a decisão do tribunal de que tinha jurisdição no caso da Croácia, o Ministro das Relações Exteriores sérvio, Vuk Jeremić, anunciou um plano para apresentar um contra-processo contra a Croácia. O requerimento foi apresentado em 4 de janeiro de 2010. O documento incluía informações sobre crimes cometidos contra os sérvios em Gospić, Sisak, Pakrac, Karlovac, Osijek, Paulin Dvor e durante as operações Operação Relâmpago, Operação Tempestade e Operação Bolso de Medak. O processo também abrangeu todas as vítimas assassinadas após a guerra enquanto tentavam regressar às casas que tinham deixado como refugiados. O processo contra a Croácia continha um relato histórico com foco na perseguição aos sérvios durante a Segunda Guerra Mundial cometida pelo Estado Independente da Croácia, Estado fantoche da Alemanha nazista, e o Ustaše.